# Indische oorgier
De Indische oorgier (Sarcogyps calvus) is een roofvogel uit de familie Accipitridae (Havikachtigen) en de groep gieren van de Oude Wereld. Het is een ernstig bedreigde vogelsoort die voorkomt in Noord-India.

## Kenmerken

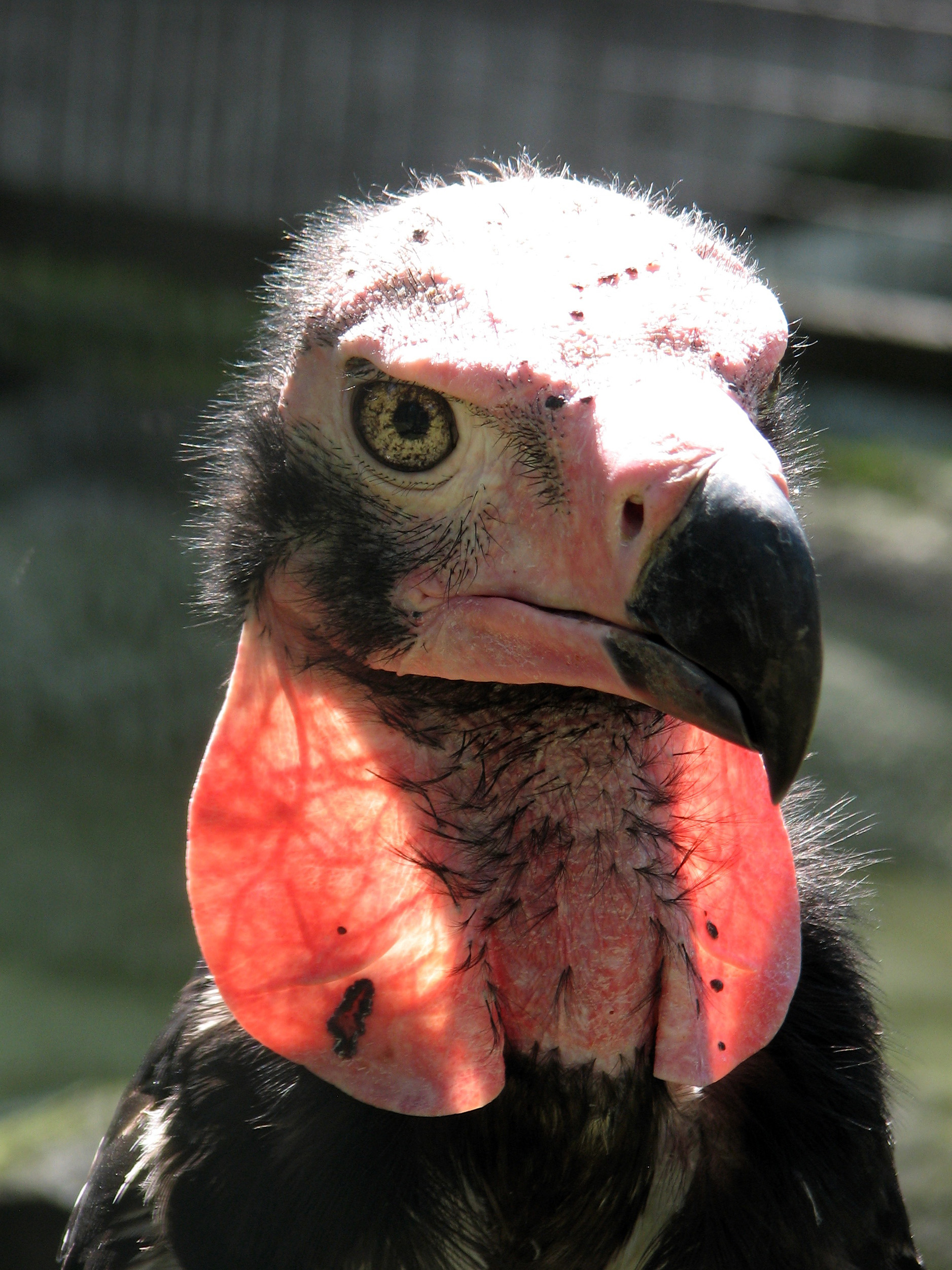
Portret van mannetje Indische oorgier uit Zoologischer Garten Berlin.

De Indische oorgier is een middelgrote gier, 76 tot 86 cm lang, met een gewicht van 3,5 tot 6,3 kg en een spanwijdte van 199 tot 260 cm. Volwassen vogels hebben een opvallend gekleurde,rode naakte huid op de kop. Het lichaam is verder zwart met een lichtgrijze band over de hand- en armpennen. De iris van het vrouwtje is donkerbruin en die van het mannetje zijn vuilwit. Onvolwassen dieren hebben een bleekrode kop.

## Verspreiding en leefgebied
Tot ongeveer in de jaren 1960 tot 1980 had de Indische oorgier een groot verspreidingsgebied dat zich uitstrekte van het Himalayagebied via Myanmar naar Indochina en het schiereiland Malakka. Na de eeuwwisseling was dit gebied gekrompen tot de westelijke uitlopers van de Himalaya en een paar streken in Indochina. Daar komt deze gier nog voor in half open, droog, schraal en schaars bebost landschap, ver van menselijke bewoning, meestal onder de 2500 m boven de zeespiegel. De grootte van de populatie wordt geschat op 3.500 tot 15.000 individuen en loopt steeds verder achteruit.

## Status
Een belangrijke oorzaak van de achteruitgang is het gebruik van NSAID's, ontstekingsremmende geneesmiddelen die in de veeteelt worden gebruikt en giftig zijn voor gieren die kadavers aanvreten die met deze middelen zijn behandeld. Hierdoor zijn de aantallen Indische oorgieren in dramatisch hoog tempo verdwenen. Plaatselijk zijn percentages van 17 tot 50% achteruitgang binnen één jaar gedocumenteerd.  Om deze redenen staat de Indische oorgier als ernstig bedreigd in zijn voortbestaan (kritiek) op de Rode Lijst van de IUCN.